# 德川綱教
德川綱教（日语：／ Tokugawa Tsunanori，1665年9月24日—1705年7月8日），日本江戶時代大名，紀州藩第三代藩主、紀伊德川家第三代當主。他是第二代藩主德川光貞的長子，母親為側室山田氏（瑞應院）。正室是德川幕府第五代將軍德川綱吉的女兒德川鶴姬，乳名是長光丸。官至從三位左近衛權中將、參議、權中納言，贈從二位權大納言。
德川綱教為嫡長子，他後來迎娶德川幕府第五代將軍德川綱吉的女兒德川鶴姬為正室，而綱教也屢次被招待進入綱吉的屋敷，和將軍家打下良好的關係。在綱吉的嫡長子德川德松去世後，綱教也因為是綱吉的女婿，而被列在六代將軍的候選人之一。
不過，在寶永元年（1704年），妻子鶴姬去世。翌年，寶永二年（1705年），綱教亦突然生了一場大病。當時，綱教並沒有子嗣。德川綱教三弟德川賴職便以綱教養嗣子的身分。同年五月，綱教去世，享年四十歲。賴職繼承藩主之位，成為紀伊藩第四代藩主。德川綱教死後不到三個月，失去愛子的德川光貞也逝世了，享年八十歲。

## 登場作品
影視劇
- 大奥（1968年、關西電視台及東映聯合、演：近藤正臣（日语：近藤正臣））
- 元祿太平記（日语：元禄太平記）（1975年、NHK大河劇、演：島村美輝）
- 影之軍團III（日语：服部半蔵_影の軍団#影の軍団III）（1982年、KTV及東映、演：佐野守）
- 水戸黄門(第16部)（日语：水戸黄門_(第14-21部)）（1986年、TBS、演：小林芳宏）
- 水戸黄門(第22部)（日语：水戸黄門_(第22-28部)）（1993年、TBS、演：堀内正美）
- 八代將軍吉宗（1995年、NHK大河劇、演：辰巳琢郎）
- 水戸黄門劇場50周年記念特別企画（日语：水戸黄門劇場50周年記念特別企画）（2006年、水戸黄門DVD製作委員會、演：水野純一（日语：水野純一））
- 徳川風雲錄 八代將軍吉宗（日语：徳川風雲録 八代将軍吉宗）（2008年、東京電視台、演：大高洋夫）
- 大奥（2023年、水戸黄門DVD製作委員會、演：君島光輝（日语：君島光輝））※男女逆轉設定